# Richard Bachman
Richard Bachman – pseudonim amerykańskiego pisarza Stephena Kinga, pod którym opublikowano kilka jego powieści. Nawiązuje on z jednej strony do pseudonimu Donalda Westlake’a Richard Stark, z drugiej zaś do nazw lubianego przez Kinga zespołu Bachman-Turner Overdrive. Ujawnienie faktu, że Bachman i King to ta sama osoba nastąpiło w 1985.

## Życiorys
Richard Bachman urodził się w latach czterdziestych XX wieku. Ukończył szkołę i przez cztery lata należał do Straży Przybrzeżnej, z kolei Marynarce Handlowej poświęcił dziesięć lat swojego życia. Po osiedleniu się w New Hampshire założył gospodarstwo mleczne. Bachman miał jednego syna z małżeństwa z Claudią Inez. Chłopiec zginął w wieku sześciu lat, topiąc się w studni.
Debiutancką powieścią Bachmana była Rage, wydana w 1977 roku (w Polsce powieść nie została wydana do dzisiaj), która powstała podczas nieprzespanych na skutek bezsenności nocy.
Bachman zmarł w 1985 roku na rzadką odmianę schizonomii. Wcześniej wykryto u niego nowotwór mózgu, który został operacyjnie usunięty.

## Stephen King jako Richard Bachman
Początkowo Stephen King borykał się z problemami dotyczącymi wydania jego dzieł. Kolejne jego powieści odrzucane były przez wydawców (m.in. Rage i Uciekinier), dopiero w marcu 1973 roku postanowiono wydać Carrie, która do dziś błędnie nazywana jest debiutem Kinga.
Wielki marsz został ukończony na długo przed wydaniem Carrie, bo w 1967 roku. Blaze zaś powstało zaraz przed rozpoczęciem prac nad Second Coming, pierwotną wersją Miasteczka Salem. W grudniu 1973 roku niespodziewanie zmarła matka pisarza, co skłoniło Kinga do rozpoczęcia nowej historii – Ostatniego bastionu Barta Dawesa. Wszystkie wymienione wyżej powieści, prócz Carrie i Miasteczka Salem zostały później wydane pod pseudonimem Richard Bachman.
W 1977 roku King podpisał kontrakt na trzy kolejne powieści, co jednocześnie ustabilizowało jego pozycję na rynku wydawniczym. Wtedy też w końcu wydana została Rage. Stephen postanowił powrócić do swoich ukończonych już projektów, by w końcu doprowadzić do ich wydania. King twierdzi, że we wczesnych latach jego kariery utarło się, że pisarz nie powinien publikować więcej niż jednej książki rocznie. Jako że pisał powieści na bieżąco, a na publikację czekało kilka starych projektów, zdecydował się na wydanie ich pod pseudonimem. Jak sam mówił: „(…)był to dla mnie jedyny sposób aby wydawać dwie książki rocznie”.
Wielki marsz został w końcu wydany w 1979 roku. Była to kolejna, zaraz po Rage, publikacja Richarda Bachmana. Wszystko dlatego, że w tym samym roku opublikowany został Cmętarz Zwieżąt Stephena Kinga.
1981 to rok wydania Ostatniego bastionu Barta Dawesa (oraz Cujo, którego procesu powstania King nie pamięta, ze względu na swój poważny problem z alkoholem). Rok później opublikowano odrzucanego wcześniej Uciekiniera.
Chudszy (listopad 1984 roku) był pierwszą powieścią Bachmana, na okładce której zamieszczono zdjęcie autora wraz z krótką notką biograficzną. Fotografia w rzeczywistości przedstawiała Richarda Manuela, agenta ubezpieczeniowego Kirby’ego McCauleya, agenta literackiego Kinga.
W końcu, w 1985 roku Stephen King zdemaskowany został przez niejakiego Steve’a Browna, pracownika waszyngtońskiej księgarni, który podczas lektury Chudszego nabrał wątpliwości co do tożsamości autora. Przy pomocy pracowniczki Biblioteki Kongresu natrafił na dokument praw autorskich poświadczający autorstwo Kinga. Skopiował go, napisał list, w którym pokrótce opisał swoje małe dochodzenie i przesłał do agenta Kinga. Nie chciał tym samym uprzykrzyć autorowi życia, wystosował jedynie prośbę o zezwolenie na napisanie artykułu opisującego całe zajście. Po dwóch tygodniach sam King zadzwonił do księgarni, której pracownikiem był Steve i przez trzy kolejne wieczory udzielał mu telefonicznego wywiadu. Cała historia opublikowana została w „Washington Post”, zaś sam King nie miał nic przeciwko odkryciu jego tajemnicy.
W październiku 1985 roku wydano The Bachman Books: Four Early Novels by Stephen King wraz ze wstępem Kinga zatytułowanym Dlaczego byłem Bachmanem?
W 1996 roku King postanowił zrobić mały żart swym czytelnikom, którzy już wiedzieli o jego podwójnej działalności, i dokładnie tego samego dnia, kiedy miejsce miała premiera Desperacji, wydano również Regulatorów jako pośmiertną już powieść autorstwa Bachmana. Żeby było zabawniej, główni bohaterowie obu powieści noszą dokładnie te same imiona i nazwiska.
Dziesięć lat później, w 2006 roku pisarz ogłosił, że odnalazł maszynopis swojego starego projektu, którym była powieść Blaze, i że zostanie ona wydana pod pseudonimem. I w tym przypadku postanowiono dokonać drobnego żartu – wstęp do książki Bachmana napisał Stephen King.

## Publikacje
- 1977 – Rage
- 1979 – Wielki marsz (The Long Walk)
- 1981 – Ostatni bastion Barta Dawesa (Roadwork)
- 1982 – Uciekinier (The Running Man)
- 1984 – Chudszy (Thinner)
- 1996 – Regulatorzy (The Regulators)
- 2007 – Blaze (Blaze)